# غونزالو كاباييرو
غونزالو كاباييرو هو كاتب وباحث وأستاذ جامعي واقتصادي وسياسي إسباني، ولد في 9 يناير 1975 في بوينتيارياس في إسبانيا. نشط حزبياً في الحزب الاشتراكي العمالي الإسباني. وقد انتخب  (11 سبتمبر 2005 – 16 يونيو 2007) وانتخب Secretary General of the Socialist Party of Galicia ‏ (8 أكتوبر 2017 – ) وانتخب عضو برلمان منطقة غاليسيا ‏ (31 يوليو 2019 – ).